# New England Historic Genealogical Society
La New England Historic Genealogical Society (NEHGS, en français: Société de généalogie et d'histoire de la Nouvelle-Angleterre), fondée en 1845 à Boston, est la plus ancienne et la plus grande société généalogique des États-Unis,,,. Aujourd'hui, elle compte plus de 250 000 membres et plus de 90 employés et bénévoles. 

## Comité d'Héraldique
En 1864, elle créé le Committee on Heraldry of the New England Historic Genealogical Society (Comité sur l'héraldique Société de généalogie et d'histoire de la Nouvelle-Angleterre) avec comme mission « de collecter et de conserver des informations concernant l'héraldique » et de traiter autrement toutes les questions liées au sujet pour la société. Il s'agit du plus ancien organisme non gouvernemental au monde principalement concerné par l'héraldique.

### Armorial
Dans son Roll of Arms, le comité authentifie et enregistre les armoiries légitimement portées par « les colons américains, ou les immigrants aux États-Unis, qui étaient légitimement armigieux selon les autorités et les coutumes de leur pays d'origine, ou ceux qui résidaient déjà ici à l'époque coloniale et qui ont reçu des armes par ces autorités », publiant ces armes historiques dans leur Roll of Arms. Seules les armes historiques datant d'avant 1900 sont publiées dans ce Roll of Arms. Cet armorial lui-même est publié dans des brochures appelées parts, dont la première a été publiée en 1928; mais chaque segment de l'armorial apparaît également dans un numéro du New England Historical and Genealogical Register.
Le comité illustre le Roll of Arms publié avec seulement l'écu pour l'enregistrement. Cependant, dans le texte du Roll of Arms, les armoiries complètes sont décrites et d'autres questions connexes sont discutées.
En 2013, le Comité de l'héraldique a publié une édition en un volume du tableau complet des armes à ce jour (enregistrements 1 à 741), édité et avec une introduction historique et des notes du secrétaire du comité à l'époque, Henry LP Beckwith.

Il n'est pas nécessaire d'avoir droit aux armes pour demander leur enregistrement. Les généalogistes et autres demandent souvent à enregistrer des armoiries n'ayant rien à voir avec leur propre ascendance uniquement pour les enregistrer auprès du comité.

La première entrée dans le Roll of Arms, les armoiries de John Washington, l'arrière-grand-père de George Washington.
La deuxième entrée dans le Roll of Arms, les armoiries de Samuel Appleton (1625-1696), un ancêtre de Samuel Appleton.
La trentième entrée du Roll of Arms, les armoiries de Percival Lowell, de la famille Lowell de Boston.

### Enregistrement des armes modernes et non-officielles
Depuis 1933, le Comité sur l'héraldique a également enregistré des armoiries qui ne peuvent pas être incluses dans le Roll of Arms ci-dessus. À cette époque, le comité a commencé à enregistrer les armes non-officielles (armes créées et utilisées à l'époque coloniale ou récente sans autorisation formelle d'une autorité héraldique gouvernementale). En 1972, le comité n'inclut plus dans son Roll of Arms les armes accordées au XXe siècle à l'utilisation des Américains par les autorités héraldiques étrangères; celles-ci sont également désormais enregistrés séparément.

### Histoire
Les rapports de 1899 et 1914 du comité sur l'héraldique sont considérés comme deux des documents clés de l'histoire de l'héraldique des États-Unis.